# Agezilaj
Agezilaj (grč. Ἀγησίλαος) je bio grčki povjesničar iz grada Anazarba u Kalikiji u Maloj Aziji, koji je pisao ranoj povijesti Italskog poluotoka, a čiji su dijelovi sačuvani kod Plutarha u njegovom djelu Usporedni životopisi (lat. Parallela).
Prema legendi, rimski car Septimije Sever ga je, zajedno s njegovim sinom Opijanom, protjerao na otok Mljet gdje je izgradio palaču i gdje je ostao živjeti do kraja života.